# Фолклорен танцов ансамбъл „Хасково“
Представителният фолклорен танцов ансамбъл „Хасково“ е създаден в град Хасково през 1977 г.
Основател и досегашен главен художествен ръководител на ансамбъла е Ана Димитрова – хореограф и педагог с дългогодишен стаж в областта на българския танцов фолклор.

## Състав
В ансамбъла участват над 170 танцьори на възраст от 5 до 25 години, разпределени в различни възрастови групи. Ансамбълът има 3 концертни формации: 2 детски – малка (от 5 до 9 години) и средна (от 10 до 14 години) и 1 младежка (от 15 до 25 години). Всяка от тези формации има свой собствен репертоар, съобразен с възрастта и танцувалните умения на изпълнителите в нея.

## Репертоар
Репертоарът на ансамбъла е изключително разнообразен. Танците, които са включени в него, претворяват на сцената цялото богатство от ритми и движения, които съществуват в българския танцов фолклор.
В детските концертни формации се подбират танци на базата на детски фолклорни игри от всички краища на България. Стремежът е да се постигне максимално стилно и вярно изпълнение на всяка танцова постановка. Освен като стилни и технични танцьори, младите изпълнители от ансамбъла се представят и като актьори в камерните танци. Създават цял зоопарк от „мечета“, „зайчета“, „лисички“ и „пиленца“ или изграждат един цял панаир на сцената.
В младежката концертна формация на ансамбъла се подбират сложни и красиви танцови постановки от всички етнографски области на България. Изпълнителското майсторство на танцьорите в тази формация позволява да се претворява на сцената цялата красота и разнообразие от ритми на българския фолклорен танц. Играят се хумористични камерни танци, и такива на любовна или историческа тематика.
Фолклорният танцов ансамбъл „Хасково“ разполага с гардероб от костюми и аксесоари, съобразен със стиловото разнообразие в костюмите от различните етнографски области на България.

## Участия и награди
За своята над 45-годишна история ансамбъл „Хасково“ е изнесъл стотици концерти в страната и чужбина. Всяка година, освен множеството си концерти, ансамбълът взема участие и в национални и международни фестивали. Ансамбълът е носител на титлата „Представителен ансамбъл на България“ присъдена му на 29.05.1984 г. Освен това има златни медали от Републиканските фестивали през 1979, 1984 и 1989 г. За своята 25-годишнина ансамбъл „Хасково“ получава Златната лира на Съюза на музикалните и танцови дейци в България. Ансамбъл „Хасково“ участва както в любителски, така и в състезателни фестивали, като най-далечната засега дестинация, която е посещавал, е Китай.